# Lakshmipura, Belur
Lakshmipura là một làng thuộc tehsil Belur, huyện Hassan, bang Karnataka, Ấn Độ.